# Российский государственный торгово-экономический университет
Российский государственный торгово-экономический университет (РГТЭУ) — высшее учебное заведение в Москве, существовавшее в период с 2002 по 2014 год. Было образовано путём слияния Московского государственного университета коммерции (МГУК), Московского торгово-экономического техникума и Московского технологического колледжа питания. В РГТЭУ и филиалах обучалось около 70 тысяч студентов. В 2012—2014 годах было реорганизовано и объединено с РЭУ имени Г. В. Плеханова.
Вуз имел 27 филиалов и институтов в РФ и Киргизии. Крупнейшие филиалы: Волгоградский, Воронежский, Краснодарский, Кемеровский, Саратовский, Казанский, Ростовский, Челябинский, Уфимский, Пермский, Южно-Сахалинский.

## История
- Центральный институт заочного обучения Наркомторга СССР и Наркомторга РСФСР (ЦИЗО) 1930—1933
- Всесоюзный институт заочного обучения (ВИЗО) 1933—1939
- Всесоюзный заочный институт советской торговли Наркомторга СССР (ВЗИСТ) 1939—1959
- Заочный институт советской торговли (ЗИСТ) 1959—1990
- Московский коммерческий институт (МКИ) 1990—1992
- Московский коммерческий университет (МКУ) 1992—1995
- Московский государственный университет коммерции (МГУК) 1995—2002
- Российский государственный торгово-экономический университет (РГТЭУ) 2002—2014
- Решение о присоединении к РЭУ им. Плеханова в 2012

### Присоединение к РЭУ им. Плеханова
21 декабря 2012 года Министерство образования и науки РФ приняло решение присоединить Российский государственный торгово-экономический университет к Российскому экономическому университету имени Г. В. Плеханова.
Ректорат РГТЭУ, часть работников и студентов выразили своё несогласие с этим решением и начали протестные акции. В частности, профессора Г. В. Саенко, Д. Ю. Нечаев и Г. Я. Резго объявили голодовку после приказа Министерства образования и науки от 24 декабря 2012 года об освобождении С. Н. Бабурина от должности ректора РГТЭУ. Исполняющий обязанности ректора РГТЭУ Андрей Шкляев заявил, что решение по поводу набора студентов в 2013 году будет принято после консультаций с министерством образования. Министр образования Дмитрий Ливанов на встрече с представителями студентов РГТЭУ 28 декабря 2012 года заверил, что все их права будут соблюдены, а также призвал студентов и преподавателей вузов не участвовать в политических акциях.

## Ректоры
| Период    | Ректор                     |
| --------- | -------------------------- |
| 1994—2002 | Ващекин, Николай Павлович  |
| 2002—2012 | Бабурин, Сергей Николаевич |
| 2012—2014 | Шкляев, Андрей Евгеньевич  |

## Факультеты
- Факультет таможенного дела
- Факультет информационных технологий
- Финансово-экономический факультет
- Факультет социальных технологий
- Факультет коммерции и маркетинга
- Факультет мировой экономики и торговли
- Факультет управления
- Факультет ресторанно-гостиничного бизнеса и услуг
- Юридический факультет
- Отделение иностранных языков

## Кафедры
- Кафедра адвокатуры, нотариата, гражданского и арбитражного процесса
- Кафедра английского языка
- Кафедра антикризисного и стратегического менеджмента
- Кафедра бухгалтерского учета и аудита
- Кафедра высшей и прикладной математики
- Кафедра государственного и муниципального управления
- Кафедра гражданского и трудового права
- Кафедра дизайна
- Кафедра информатики и информационной безопасности
- Кафедра информационного, предпринимательского и торгового права
- Кафедра информационных технологий и телекоммуникаций
- Кафедра конституционного и муниципального права
- Кафедра маркетинга и рекламы
- Кафедра международной торговли
- Кафедра менеджмента в сфере услуг
- Кафедра менеджмента торговой организации
- Кафедра мировой экономики
- Кафедра налогов и налогообложения
- Кафедра налогового процесса и контроля
- Кафедра немецкого языка
- Кафедра общей экономической теории
- Кафедра организации и технологии коммерции
- Кафедра перевода и межкультурной коммуникации
- Кафедра политологии
- Кафедра психологии
- Кафедра российской и мировой истории
- Кафедра русского языка и речевой коммуникации
- Кафедра связей с общественностью и журналистики
- Кафедра социологии
- Кафедра финансов и статистики
- Кафедра теории и истории государства и права
- Кафедра теории и практики кооперации
- Кафедра технологии и организации услуг в ресторанно-гостиничном бизнесе
- Кафедра товароведения и экспертизы товаров
- Кафедра уголовного права и процесса
- Кафедра управления персоналом
- Кафедра физического воспитания и безопасности жизнедеятельности
- Кафедра философии
- Кафедра французского и испанского языков
- Кафедра экологической и экономической политики
- Кафедра экономики в сфере услуг
- Кафедра экономики и управления на предприятиях культуры и туризма
- Кафедра экономики и управления на предприятиях торговли
- Кафедра экономики недвижимости
- Кафедра экономического анализа и финансового менеджмента